# Liste der aserbaidschanischen Botschafter in Deutschland
Dies ist die Liste der aserbaidschanischen Botschafter in Deutschland.
Der aserbaidschanische Botschafter leitet die Aserbaidschanische Botschaft in Berlin.

## Missionschefs
| Ernannt       | Name                           | Bemerkungen | Premierminister Aserbaidschans | Bundeskanzler        |
| ------------- | ------------------------------ | ----------- | ------------------------------ | -------------------- |
| 12. Sep. 1992 | Hussein-Aga Mussaoglu Ssadigow |             | Rəhim Hüseynov                 | Kabinett Kohl IV     |
| 27. Sep. 2005 | Parviz Shahbazov               |             | Artur Rasizadə                 | Kabinett Schröder II |
| 7. Sep. 2016  | Ramin Hasanov                  |             | Artur Rasizadə                 | Kabinett Merkel III  |
| 27. Sep. 2022 | Nasimi Aghayev                 |             | Əli Əsədov                     | Kabinett Scholz      |